# Abbaye Saint-Sauveur de Charroux
Pour les articles homonymes, voir Abbaye Saint-Sauveur.
L'abbaye Saint-Sauveur de Charroux, bénédictine, fondée au VIIIe siècle et en ruine de nos jours, est située à Charroux, dans le département de la Vienne (région Nouvelle-Aquitaine).

## Histoire de l'abbaye

### Fondation
Saint-Sauveur de Charroux est une abbaye suivant la règle de l'ordre de Saint-Benoît. Elle a été fondée en 784 ou 785 par le comte Roger de Limoges et sa femme Euphrasie d'Auvergne, sous la protection de Charlemagne. Le comte donna à la toute nouvelle abbaye des biens se trouvant dans le Poitou, le Limousin, le Périgord et en Auvergne.
La nouvelle abbaye a, de plus, très vite bénéficié des libéralités des souverains carolingiens à l'instar des abbayes de Saint-Maixent, Nouaillé, Saint-Jean-d'Angély, Saint-Cyprien de Poitiers ou Saint-Cybard d'Angoulême. Son abbé exerçait, par ailleurs, un réel pouvoir politique.
Dotée de livres, objets rares et luxueux, elle devint aussi et surtout un centre de foi et de culture important. En deux siècles, l'abbaye Saint-Sauveur devint un centre religieux principal de la chrétienté accueillant quatre conciles, dont le premier en 989, — le concile de Charroux, réuni sous le patronage du duc d’Aquitaine et comte de Poitiers Guillaume IV,—  instaura la paix de Dieu.
La présence importante de reliques en fit, aussi, un haut lieu de pèlerinage. Les plus illustres étant une relique dite de la Vraie Croix, don attribué à l'empereur Charlemagne, et l'un des nombreux saint Prépuce conservés de par le monde, évoquant la circoncision de Jésus, qui aurait été acquis de façon miraculeuse. En Poitou, l'abbaye Sainte-Croix de Poitiers avait déjà acquis une relique de la Vraie Croix remise à sa fondatrice, sainte Radegonde en 567 par l'empereur de Constantinople.
L'abbaye a accueilli dès 830 plus de 80 moines.
Des premiers bâtiments, il ne reste quasiment rien. Deux chapiteaux sont conservés à Charroux et, au musée Sainte-Croix de Poitiers, un fragment de l'inscription funéraire de Juste, abbé de Charroux vers 817. Ces deux chapiteaux ont un décor sculpté en triangle. Le motif d'entrelacs suggère une comparaison avec l'enluminure carolingienne. Il est l'une des composantes du courant artistique franco-saxon du IXe siècle.

### Le Moyen Âge: splendeur et rayonnement
À partir de 1017, l'abbé Geoffroy ordonna d'importants travaux. En effet, autour de l'an 1000, les guerres entre les seigneurs poitevins, les pillages et les incendies ont chassé les moines à plusieurs reprises.
Toutefois, une fatalité néfaste s'abattit sur l'abbaye : plusieurs incendies détruisirent les constructions neuves. Une première consécration a lieu en 1028 et une autre en 1047. En 1048, un nouvel incendie ravagea le sanctuaire.
En 1082, l'abbaye est reconstruite. Centre de création artistique, l'édifice adopte de nouveaux modes de construction : piles quadrilobées, nef à collatéraux percés de hautes fenêtres, voûtes en pierre, tout en conservant certains archaïsmes issus de l'architecture carolingienne : clocher-porche, absides à pans coupés. Ce fut l'une des plus grandes églises de la chrétienté (114 mètres de long).
En 1096, Charroux accueillera le pape Urbain II qui consacra un nouvel autel, appelé autel majeur. Cet autel est situé au-dessus de la crypte, au centre de la rotonde. Il est éclairé par la tour-lanterne. Urbain II a garanti aussi les droits de propriété de l'abbaye contre ceux des comtes et des évêques. L'abbaye de Charroux obtint aussi l'immunité, le libre choix de son abbé, l'inviolabilité de ses propriétés, la libre administration de l'abbaye et de ses biens.
C'est à la fin du XIe siècle et au début du XIIe siècle que l'abbaye Saint-Sauveur connait l'apogée de sa puissance. Elle possède 96 églises dans 16 diocèses en France, en Angleterre et dans les Flandres. Des ducs et des comtes viennent rendre visite ou laissent leurs enfants pour y être élevés. Les rois de France comme Philippe Ier (1052-1108) ou d'Angleterre comme Henri Ier (1068-1135) viendront y séjourner.
La richesse de l'abbaye provient à la fois de sa position sur la route du pèlerinage vers Saint-Jaques de Compostelle, mais aussi de ses reliques qui étaient elles-mêmes l'objet d'un pèlerinage.
Le XIIIe siècle voit l'abbaye continuer à s'agrandir. En 1269, un portail gothique est construit sur la façade ouest de l'abbatiale. C'est un triple portail qui correspond à la triple nef. Un porche surmonté d'un clocher et de deux clochetons le protège.

### Le déclin
Dès le début de la guerre de Cent Ans, l'abbaye rencontre des difficultés. Les chapes, les calices, les livres et les archives sont mis à l'abri à Poitiers pour échapper aux destructions des Anglo-Gascons. Mais Poitiers est prise en 1345. En 1385, il ne reste plus que 40 moines. La désertification de l'abbaye continue au cours de cette période trouble. Les revenus de l'ensemble des possessions étant au plus bas, les 20 derniers moines sont contraints de se retirer chez leurs parents ou amis. L'abbaye est incendiée en 1422.
En 1444, Jean Chaperon est nommé abbé et va relever l'abbaye pendant son abbatiat qui dura 30 ans. Le château Mauprévoir devient la résidence habituelle de l'abbé. En 1471, 152 églises de 11 diocèses, 60 prieurés et trois abbayes filles (celles de Ham, d'Issoire, et d'Andres) sont du ressort de Saint-Sauveur.
À la mort de Jean Chaperon en 1474, la situation de l'abbaye apparaît restaurée. À la mémoire de Charlemagne, Louis XI confirma sa protection royale et les privilèges de l'abbaye par ses lettres patentes en 1476. Toutefois, avec l'instauration de la commende au XVIe siècle, l'abbaye va entrer dans une longue agonie.
Malgré des revenus encore importants, l'abbaye sombre dans la déchéance comme tant d'autres abbayes poitevines à la même époque. Des vols dont celui du trésor ont lieu. Les mauvaises gestions des abbés commendataires se succèdent, qui ne vivent plus dans l'abbaye mais à la cour de France. Les cloches sont fondues, le mobilier liturgique luxueux est vendu, les réparations sont négligées.
À partir de 1561, à cause des guerres de religion, les moines ne se réunissent plus en chapitre. Trois fois (1562, 1569 et 1587), dont une fois par Roger de Carbonnières, l'abbaye est pillée et saccagée. Après 1580, les moines ne sont plus qu'une dizaine et ne peuvent plus se loger dans l'abbaye.

### Mort et Renaissance
Le brevet du roi Louis XV en 1760 annonce la fin de l'abbaye. Le 1er avril 1762, une bulle de pape Clément XIII officialise la fermeture de l'abbaye et le rattachement de ses biens à Saint-Julien de Brioude. Le parlement du royaume de France enregistre cette fermeture définitive en 1780.
Quand elle est vendue comme bien national en 1790 la nef et l'église sont en ruine. Elle est vendue en cinq lots et utilisée comme carrière. L'un des lots, comprenant la tour octogonal et le cloître, est racheté par l'abbé Charles Loiseau de Grandmaison (1740-1797) alors curé de Surin.
Si, au cours de ce début du XIXe siècle, le reste des bâtiments a été transformé en carrière à pierre (on retrouve des pierres taillées dans tous les hameaux autour de Charroux), la famille de Loiseau de Grandmaison résista aux menaces des municipalités qui entendaient démolir le monument, soit pour agrandir le champ de foire, soit parce qu'il constituait, disait-on, un danger public.
La Société des antiquaires de l'Ouest créée en 1834, Charles de Chergé son président et Prosper Mérimée intervinrent pour la conservation du monument. La tour-lanterne est classée aux monuments historiques en 1846, des fragments du portail gothique (37 statues) sont rapatriés et sont toujours en place dans la salle capitulaire.
Les restes de la chapelle sud du chœur de l'église abbatiale sont classés comme monument historique depuis 1945. Les immeubles bâtis et non bâtis situés sur le territoire de l'ancienne abbaye sont inscrits comme monuments historiques depuis 1950 et l'ensemble des vestiges est classé depuis la même année.

## Liste des abbés
1. Dominique, vers 783[9][réf. incomplète].
2. David, 799.
3. Justus, 817.
4. Gombaud Ier (Guntbaldus), 830-832.
5. Walefredus, vers 840-861.
6. Guillaume Ier, 862-869.
7. Frotaire, 869-874, aussi archevêque de Bordeaux et de Bourges, mort à Plaisance vers 889.
8. Grimpharius, ou Grinferius, 874-879.
9. Alboin, 937, puis évêque de Poitiers jusqu’à sa mort en 962, aussi abbé de Saint-Cyprien de Poitiers et de Nouaillé.
10. Adalbald , puis abbé de Tulle, Uzerche, Saint-Augustin et Saint-Martial de Limoges (998), mort en 1007.
11. Pierre Ier, 1013, simoniaque, expulsé par Guillaume d’Aquitaine.
12. Gombaud II, 1013–1017, ancien moine de Saint-Savin, dont il devint ensuite abbé jusqu’à sa mort après 1023.
13. Hugues Ier, élu et mort en 1017.
14. Geoffroy Ier , élu en 1017 et mort en 1018.
15. Rainald (ou Réginald).
16. Foucher, 1028-1040.
17. Hugues II, 1050-1061.
18. Fulcrade, 1077-1092.
19. Pierre II, élu en 1092.
20. Foulques, 1113-1148.
21. Jourdain, élu en 1155.
22. Guillaume II ,1180-1187.
23. Geoffroy II, élu en 1195.
24. Guillaume III, élu en 1203.
25. Hugues III, 1208-1210.
26. Jourdain II, 1217.
27. Emeric, 1217-1220.
28. Jourdain III, 1234.
29. Aymeri, 1261-1266.
30. Guillaume IV, élu en 1269.
31. Pierre III, 1279-1282.
32. Gui de Baussay.
33. Raimond de Châteauneuf, 1295-1308.
34. Pierre IV Bertaud, 1340.
35. Mathieu, 1358, puis évêque d’Aire  (?).
36. Pierre V la Plotte, 1372.
37. Gérald Jauviond, ancien abbé de Saint-Martin-lès-Limoges, puis de Saint-Martial de Limoges de 1384 à sa mort en 1393.
38. Bertrand, 1398.
39. Adhémar, 1399-24 janvier 1427.
40. Hugues Blanchard, élu en janvier 1427.
41. Guillaume IV Robert, 1436-1444.
42. Jean Ier Chaperon, 1444-1474.
43. Louis Ier Fresneau, 1474-1504, neveu du précédent  (abbé commendataire)
44. Geoffroy III de Cluys de Briantes, 1504-1521, ancien prieur.

### Abbés commendataires
1. Pierre VI Chateigner de la Rocheposay, 1521, il fait un échange en 1543 contre l’abbaye de la Grainetière.
2. Lazare de Baïf, 1543-1547, cousin du précédent, ancien abbé de la Grainetière.
3. René de Daillon du Lude, 1547, résigne en 1567, évêque de Luçon (non sacré) de 1552 à 1562, nommé évêque de Bayeux en 1590, commandeur de l’ordre du Saint-Esprit (1578) et conseiller d’État sous Henri IV, aussi abbé de Moreilles (1548-1560), La Boissière (1550), Les Châtelliers (1562) et Chaloché (1584), mort le 8 mars 1600 à Briançon, près Chinon.
4. Pantaléon de la Rochejaubert, résigne vers 1588.
5. François de la Rochejaubert, vers 1588–1614, ancien aumônier de Saint-Jean-d’Angély.
6. Jean II de la Rochejaubert, 1614-1635.
7. Armand Jean du Plessis de Richelieu, cardinal, mort le 4 décembre 1642 à Paris, évêque de Luçon de 1606 à sa mort, aussi abbé de l’Île-Chauvet (vers 1606), Saint-Benoît-sur-Loire (1621), Moreilles (1622), Saint-Riquier (1628), Cluny, La Chaise-Dieu, Moutiers-Saint-Jean et Marmoutier (1629), Cormery et Saint-Lucien de Beauvais (1630), Cîteaux et Prémontré (1636).
8. Richard Smith, résigne en 1648, noble anglais, évêque titulaire de Chalcédoine (de) (1624), vicaire apostolique d’Angleterre et d’Écosse, mort le 18 mars 1655 à Paris.
9. Jules Mazarin, cardinal, 1648, résigne en 1650, premier ministre du roi, aussi évêque de Metz, abbé de Saint-Arnoult, Saint-Clément et Saint-Vincent de Metz, de Cluny, Saint-Denis, Moissac, Bonnecombe, Saint-Victor de Marseille, Saint-Médard de Soissons, Saint-Seine, Saint-Taurin d’Évreux, Préaux. Mort le 9 mars 1661 au château de Vincennes.
10. Louis II Maurice de La Trémoille, comte de Laval, (1651–1681), pair de France, aussi abbé de Sainte-Croix de Talmont (1655).
11. Frédéric-Guillaume de la Trémoille, prince de Talmont, 21 mars 1681, il quitta l’état clérical en 1689, aussi abbé de Sainte-Croix de Talmont.
12. Charles Frotier de La Coste-Messelière, 9 avril 1689-1708, doyen de Saint-Hilaire de Poitiers.
13. François de Crussol d'Uzès dit d’Amboise, 30 juillet 1727-30 mai 1758 à Paris, évêque de Blois (27 juin 1734), puis archevêque de Toulouse (15 août 1753), aussi abbé de Saint-Germain d’Auxerre (1738).
14. Simon de Montmorillon, à partir de 1758, chanoine-comte de Lyon.

## Architecture de l'abbaye

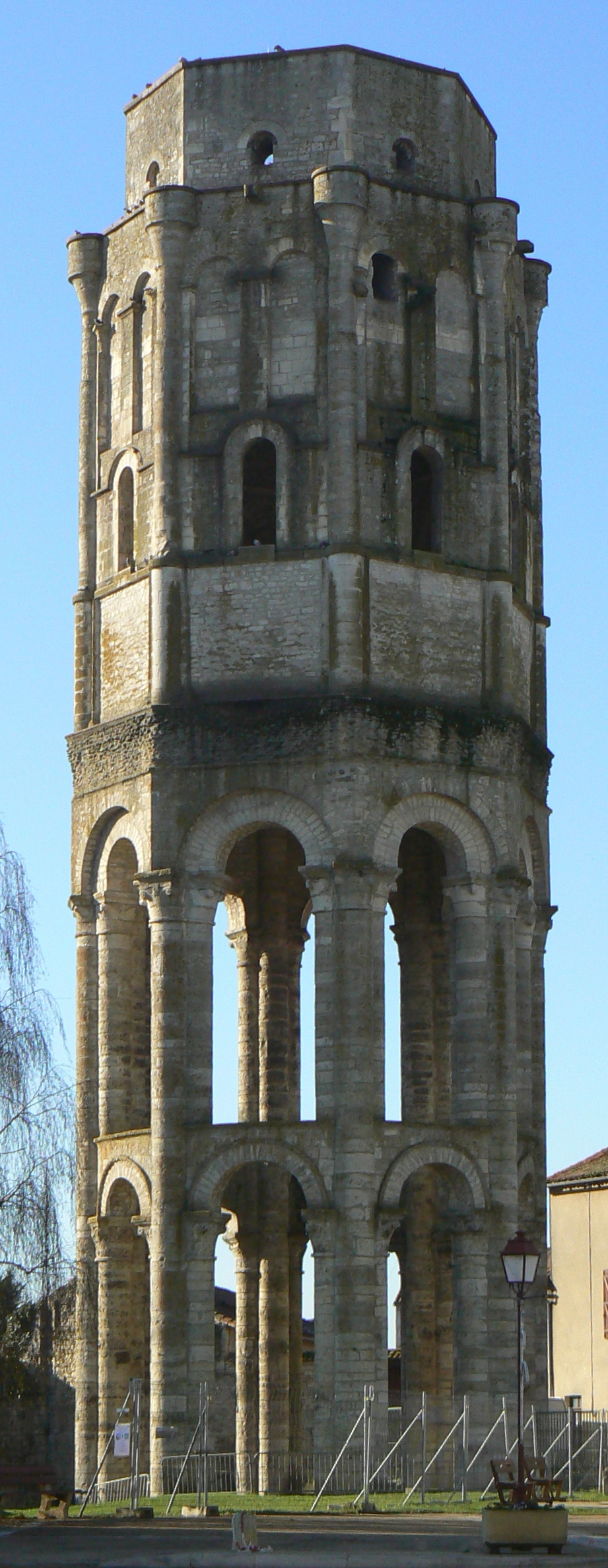
La tour octogonale, dite tour Charlemagne.

L'abbatiale est de style roman poitevin à l'exception de sa façade occidentale qui relève du style gothique.

### Le plan de l'édifice
Les fouilles et les restaurations entreprises de 1946 à 1953 ont permis de restituer le plan de l'édifice.
Le plan très original de l'abbatiale Saint-Sauveur qui intègre une vaste rotonde entre le chœur et la nef en fait une citation de l’église du Saint-Sépulcre de Jérusalem.
C'est donc une rotonde avec trois déambulatoires qui entourait la tour. Au nord et au sud, deux chapelles tenaient lieu de transept. À l'est, le chœur était réservé aux moines et, vers l'ouest, une nef flanquée de collatéraux se terminait par un narthex et par une imposante façade. Sous la tour était creusée une crypte que surmontait l'autel principal.
Plusieurs édifices religieux avaient à la même époque choisi cette formule qui assumait une fonction funéraire (bâtie au-dessus d'une crypte) et symbolisait la Résurrection. La présence des reliques de la vraie Croix pourrait avoir motivé ce parti pris architectural.
À Dijon, l'abbatiale, édifiée au XIe siècle par Guillaume de Volpiano, présente aussi une rotonde à trois étages composée de trois déambulatoires à colonnes monolithiques autour d'une partie centrale ouverte sur toute la hauteur.
Dans le département de la Vienne, l'Octogone de la Maison-Dieu de Montmorillon s'inscrit dans cette famille d'édifices dont il traduit clairement la valeur symbolique puisqu'il se situait au centre du cimetière de cette ancienne maison de charité, fondée par un pèlerin au retour de Jérusalem. La salle basse servait d'ossuaire et la salle haute de chapelle.
Le plan centré est hérité de celui des mausolées antiques. Il est d'usage courant en architecture funéraire, notamment pour le martyrium, édifice destiné à conserver les reliques d'un saint martyr. Sa forme globalement circulaire symbolise la vie éternelle et facilite la réunion et le recueillement de l'assemblée des fidèles autour du tombeau.
L'ensemble du bâtiment mesurait 126 m de long.

### La tour octogonale
Il ne reste que la tour-lanterne du XIe siècle, dite tour Charlemagne, centre de la rotonde de l'église abbatiale.
Elle fait 12 mètres de diamètre et 37 mètres de hauteur. Son plan est octogonal. La partie basse est constituée de huit piles quadrilobées reliées entre elles, à mi-hauteur par une série d'arcs en plein-cintre qui supportent les arcatures supérieures. L'élévation montre deux premiers niveaux d'arcades qui se trouvaient à l'origine à l'intérieur de l'église. Le bandeau de moellons signale l'appui de la voûte. La lumière entrait par les fenêtres hautes et éclairait l'autel, d'où son nom de tour-lanterne.
L'autel majeur était placé au centre, juste au-dessus de la crypte où étaient exposées les reliques.
L'accès à celle-ci se faisait par un escalier situé au nord-est. Une dalle sculptée, engagée dans un mur, est ornée de deux oiseaux presque en rond-bosse les montrant en train de boire dans un calice.
Le décor sculpté prend place sur les chapiteaux des colonnes. Au premier niveau, les chapiteaux composés de deux pièces superposées liées au mortier, font partie de la série d'un atelier ou d'une école dit « à feuilles grasses » dont la plus ancienne manifestation se reconnait dans la crypte de l'abbatiale de Saint-Maixent. Son rayonnement s'est exercé pendant les années 1060-1080 sur les édifices tels l'église Saint-Hilaire le Grand de Poitiers et l'abbaye Saint-Sauveur de Charroux. Les caractéristiques de cet atelier se décèlent également en Berry et en Normandie, jusqu'en Italie et en Espagne. Le musée Sainte-Croix de Poitiers conserve des exemplaires provenant de Saint-Hilaire ou de Saint-Nicolas de Poitiers. Sur les 16 chapiteaux des arcades, 14 comportent ce motif créé à partir de tiges entrelacées et de ce « feuillage gras » s'épanouissant dans les angles. En cela, le décor est très différent des feuilles d'acanthe antiques et marque son originalité. À Charroux, deux chapiteaux présentent, sur la pierre supérieur, un décor de lions dont les têtes forment la volute d'angle. Les bêtes sont disposées par couple. Un fauve sur deux présente une crinière ce qui peut être une façon de distinguer un mâle d'une femelle. Le roi des animaux est le gardien du Temple et il est aussi parfois le symbole du Christ (Le Christ est appelé « Lion de la tribu de Juda » Ap, 5-5). Il est le premier animal à figurer dans le bestiaire roman poitevin.
Aux étages, les chapiteaux ont des corbeilles lisses, autrefois peintes, à volutes d'angle.

### La rotonde
Elle a un triple déambulatoire. L'aménagement d'un tel espace permettait d'accueillir les pèlerins et de les laisser circuler devant les reliques et les autels mineurs sans perturber d'éventuelles cérémonies ou recueillement des moines.
50 à 70 chapiteaux décoraient autrefois le déambulatoire. Ils datent du troisième quart du XIIe siècle. Le mur du chœur des moines en a conservé. Deux ont été réemployés dans une maison du bourg de Charroux et deux autres sont déposés dans la salle capitulaire. Ils sont décorés de feuillages simples et souples. Ils sont de la même famille que ceux du déambulatoire de l'abbaye de Saint-Savin sur Gartempe et de l'église Sainte-Radegonde de Poitiers. Ils témoignent donc de liens artistiques entre Charroux, Saint-Savin sur Gartempe ou Poitiers.

### Le portail
Trois portails gothiques avaient été placés en 1269 en avant de la façade romane. Les sculptures de parties des portails qui ont été conservées représentent le sommet de la sculpture gothique poitevine. Une lithographie de 1822 par Thiollet donne un aperçu : vierges folles et vierges sages, saints, prophètes, apôtres, anges. Le portail était sculpté du jugement dernier. Par ailleurs, un bénédictin poitevin — dom Fonteneau — en donne une description au XVIIIe siècle:
« Toute la surface de cette vaste demi-voute était autrefois cintrée de neuf cercles, tous également chargés de diverses figures. Le premier des sept qui restent contient 14 rois, la couronne en tête et le sceptre en mains. La plupart des sceptres sont rompus. Quelques-uns de ceux qui sont conservés sont terminés, non par des fleurs de lis, mais par une espèce de flambeau ou de torche. Les deux rois qui terminent le cintre de chaque côté sont fort jeunes. Sur le second, sont sculptés 14 évêques, la mitre en tête et la crosse en main. Sur la troisième, 14 autres figures, la plupart habillées monastiquement. Parmi ces figures, qui ont presque toutes des coupes à la main, on voit deux religieuses et plusieurs moines dont un est couronné. Le quatrième cercle porte aussi 14 figures, qui ont des livres et des rouleaux dans les mains. Le cinquième a 12 figures, dont les unes ont aussi des livres à la main et quelques-unes divers instruments. Le sixième, chargé de dix anges avec des encensoirs et des calices dans leurs mains. Enfin, le septième est formé de dix-huit figures, qui ont les bras étendus vers la Père éternel, qui est dans le fond et à côté duquel sont des anges, dont deux ont des tubes, qu'ils embouchent, deux autres à genoux, adorant, un cinquième debout et un sixième également debout et portant une espèce de croix. Au milieu de chaque cercle, une autre figure qui étend les deux mains à droite et à gauche. Au milieu des rois, elle tient dans ses mains deux globes et au-dessus de sa tête une colombe qui représente sans doute le Saint Esprit… Les figures  du septième cercle me paraissent que les âmes du Purgatoire qui tendent leur bras pour leur délivrance et que les anges appellent avec leurs tubes. »
Les personnages étaient classés par catégories : anges, apôtres, prophètes. ils sont disposés près du Christ, dans le Paradis. Les évêques et les rois, dont le pouvoir s'exerçait dans le monde, en étaient plus éloignés. Dans chaque catégorie d'évêques et de rois, les personnages les plus âgés étaient près du Christ, les plus jeunes étaient au bout des archivoltes (les « cercles »).
Le réalisme des visages et des drapés révèle l'habileté des sculpteurs ayant œuvré sur le chantier de la Sainte-Chapelle de Paris.
Le Christ du Jugement Dernier, assis sur un banc ouvragé, ornait le centre du tympan de l'entrée de l'église. Il offre le visage d'un trentenaire, comme à l'accoutumée au XIIIe siècle. C'est le Christ revenant à la fin des temps pour juger les hommes (Mt, 24 30-31).
Les éléments du portail sont présentés dans la salle capitulaire et la salle dite « au trésor ».

### Les bâtiments monastiques
Ils se trouvent au sud, dans le prolongement de bras du transept.
Un portail conduit vers l'ancien cloître dont il subsiste le plan général, souligné par des piliers et des arcs gothiques. Le cloître a été reconstruit au XVe siècle sous la direction de l'abbé Chaperon dont les armes, trois chaperons, sont reproduites sur les chapiteaux des piliers de la salle capitulaire.
La salle capitulaire, un passage couvert puis une salle à quatre croisées d'ogives qui reposent sur un pilier central, se font suite. Cet ensemble est du XIIIe siècle.

#### La salle capitulaire
La salle capitulaire a été refaite sous l'abbé Jean Chaperon avec six travées d'ogives et une porte gothique flamboyant donnant dans l'église romane. Elle est du XVe siècle. Elle est voutée de six croisées d'ogives gothiques. C'est le lieu où les moines organisaient la vie quotidienne de l'abbaye, après avoir lu un chapitre de la règle de saint Benoît.
La plaque au sol indique l'emplacement des treize tombeaux de religieux découverts lors des fouilles archéologiques de 1949.

#### La salle dite «du trésor»
Cette salle présente des pierres sculptées notamment de beaux éléments de voussures : huit apôtres dont quatre évangélistes, cinq prophètes, quatorze évêques, treize rois, trois vierges folles et deux vierges sages. Le chapiteau tétramorphe proviendrait de l'ancien cloître roman et les chapiteaux du IXe siècle de l'église carolingienne.
Les vierges sages et les vierges folles sont un élément d'une parabole très sculptée au Moyen Âge (voir l'église Saint-Nicolas de Civray). Le Christ — l'époux — est représenté entouré, à gauche des cinq vierges sages et à droite des cinq vierges folles. Cette parabole est rapportée dans l'évangile de Saint-Matthieu. Les vierges sages symbolisent les élus. Les vierges folles représentent les damnés. L'époux figure le Christ. Le Jugement Dernier est associé à cette parabole qui se retrouvera souvent, aussi, sur les cathédrales gothiques comme à Strasbourg.
Le cercueil de plomb a été découvert dans le transept sud de l'église en 1989.
Le trésor, qui donne son nom à la salle, est composé de reliquaires. Ils sont exposés dans une vitrine. La pièce principale, le reliquaire aux anges, est une boite carrée en argent doré, portée par un pied. Sur le revers des volets, sont représentés le Christ et deux moines en prière. Au dos se trouvent des fleurs de lys et des petits châteaux. Il s'agirait de l'emblème de Blanche de Castille (1188-1252), la mère du roi de France Saint-Louis (1214-1270). Le reliquaire pourrait donc être une commande royale.
Tous les sept ans, les reliquaires sont portés en procession dans les rues de Charroux, lors des ostensions.

#### Le chauffoir
Cette salle surmontée de croisées d'ogives servit de chapelle au XIXe siècle, d'où la présence d'un autel. Étant la seule pièce qui soit chauffée, elle servait de salle pour les travaux d'écriture des moines, en l'absence d'un scriptorium.
Sur un des murs, une petite sculpture représente deux oiseaux posés de chaque côté d'un feuillage.

## Activité
La prospérité et le renom de l’abbaye tenait en grande partie à son trésor de reliques, constitué dès la fondation de l’abbaye, selon la légende.
Charlemagne lui offre ses premières reliques, dont douze morceaux de la Vraie Croix ; il les avait reçus du patriarche de Jérusalem, et les émissaires de celui-ci étaient accompagnés de représentants du roi de Perse. Cette accumulation de dignitaires était censée garantir l’authenticité des reliques.
Avec l’ouverture des lieux saints au XIe siècle, les reliques se multiplient, et leur nombre et leur nouveauté ternissent l’éclat des anciennes. En 1082, les moines de Charroux inventent une relique originale, la Sainte Vertu,. Mal définie au départ, elle est identifiée avec le Saint Prépuce, le prépuce du Christ, par les papes Clément VII et Alexandre V. Cette relique spectaculaire et d'une grande ubiquité était accompagnée de sang frais. En 1422, une relique (peut-être la même) est appelée Saint Vœu.
La découverte des reliquaires en 1856 déclencha la reprise des ostensions qui ont lieu tous les sept ans, le jour de la Fête-Dieu, la dernière datant de 2016.

### Sources éditées
- Pierre de Montsabert, "Chartes et documents pour servir à l'histoire de l'abbaye de Charroux", Archives historiques du Poitou, T. XXXIX, 1910. (en ligne)